# Santiuste (Santiago del Collado)
Santiuste es una localidad española del municipio abulense de Santiago del Collado, en la comunidad autónoma de Castilla y León.

## Historia
Hacia mediados del siglo XIX, la localidad, perteneciente ya por entonces al término municipal de Santiago del Collado, era descrita como un barrio y tenía 4 casas. Aparece descrita en el decimotercer volumen del Diccionario geográfico-estadístico-histórico de España y sus posesiones de Ultramar de Pascual Madoz de la siguiente manera:

SANTIUSTE: barrio en la prov. de Avila, part. jud. de Piedrahita, térm. jurisdiccional y uno de los que componen el pueblo de Santiago del Collado, en el cual estan incluidas las circunstancias de su pobl. y riqueza (V.). Tiene 4 casas.
(Madoz, 1849, p. 840)

En 2021 la localidad tenía 4 habitantes censados.